# Horná Mičiná
Horná Mičiná (in tedesco Ober Mikesdorf od Obermitschina, in ungherese Felsőmicsinye) è un comune della Slovacchia facente parte del distretto di Banská Bystrica, nella regione omonima.
Ha dato i natali allo scrittore Ján Chalupka e al compositore August Horislav Krčméry.

## Storia
La località è citata per la prima volta nel 1293 (con il nome di terra Myka) come possedimento del conte Mika (Michele), da cui deriva il suo nome. Successivamente appartenne alla città di Zvolen. Nel XVI secolo entrò a far parte dei possedimenti della nobile famiglia locale dei Micsinyei / Mičinský e poi divenne feudo dei Benicky.